# Софроній IV Єрусалимський
Патріарх Софроній IV (грец. Πατριάρχης Σωφρόνιος Δ΄ ) - патріарх Єрусалимський (1579-1608).

## Біографія
Племінник єрусалимського патріарха Германа, який вибрав собі його в наступники. Коли Софроній на запрошення дядька приїхав із Стамбула до Палестини, це викликало невдоволення як православної арабської громади, і духовенства. У 1578-початку 1579 року з цього приводу був конфлікт між патріархом Германом, віфлеємським митрополитом Йоакимом та ченцями лаври Сави Освяченого. Щоб досягти примирення до Палестини прибули екзархи Константинопольського та Антіохійського патріархів. Відбувся церковний собор, на якому конфлікт був улагоджений і патріарший престол перейшов від Германа до Софронія.
Про відносини патріарха Софронія з Росією свідчить збережені послання царя Бориса Годунова патріарху: «і дочка моя Ксенія, - писав Борис до Софронія, - тобі, великому государю, чолом б'є: ікону, Спасів образ, та ширинку».

## Переказ про розсічену колону

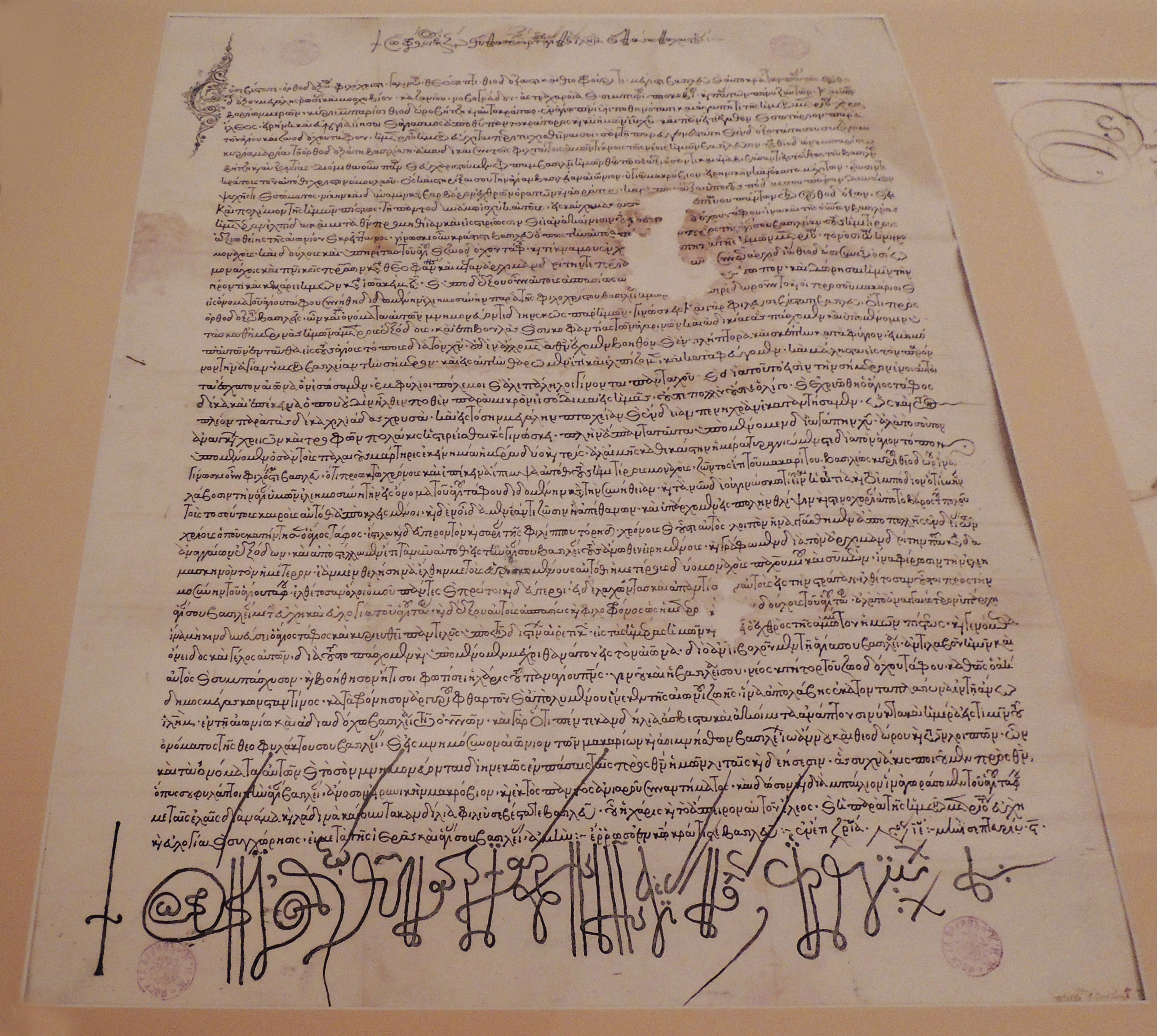
Грамота єрусалимського патріарха Софронія та архімандрита Феофана цареві Борису з привітаннями з нагоди його обрання на царство та проханням про видачу традиційної милостині Гробу Господньому через їхнє руйнування від турків. 1602 рік. РДАДА

Патріарх Софронія IV є учасником загальної православної легенди про колону в храмі Гробу Святого в Єрусалимі, що була розсічена благодатним вогнем:

Згідно з православним переказом, тріщина з'явилася чудовим чином у Велику суботу 1579 року. У той час Османською імперією керував султан Мурад III, а патріарх був Софроній IV (1579-1608). Це переказ свідчить, що вірмени підкупом досягли у єрусалимського паші дозволу їм одним бути у храмі Воскресіння Христового у Велику суботу. Тому православний Патріарх разом із народом були допущені всередину і вимушено молилися перед входом у храм. Очікування вже сильно затяглося в порівнянні зі звичайним часом і раптом пролунав громовий удар, одна з колон храму тріснула і звідти бризнув Вогонь. Патріарх запалив свої свічки, від нього запалили всі православні і всі, хто прийшов у храм. ППри цьому православні араби від радості почали стрибати і голосно кричати, прославляючи Бога, від цього і йде їхній звичай шумно і голосно славити Бога в храмі що Велику суботу. Крім того, переказ повідомляє, що один із турецьких офіцерів, мусульманин на ім'я Омір, побачивши диво з Вогнем з колони, безстрашно і голосно сповідав перед усіма, що він тепер теж християнин. За це він був відразу обезголовлений, і тіло його спалили на площі перед храмом. Православні зібрали попіл та кістки Оміра, помістили в раку та поставили у жіночому монастирі Введення Пресвятої Богородиці.
— Коротко за книгою «Будь верен до смерти: Судьбы Православия в Османской империи XV-XX вв.»